# Morgan Schmitt
Pour les articles homonymes, voir Schmitt.
Morgan Schmitt (né le 3 janvier 1985) est un coureur cycliste américain.

## Biographie
Il met un terme à sa carrière cycliste à l'issue de la saison 2018. 

## Palmarès

### Par année
- 2009
  - 1re étape de la Sea Otter Classic
- 2010
  - 1re étape de la Mount Hood Classic
- 2012
  - 2e de la Sea Otter Classic
- 2013
  - 3e de la Sea Otter Classic
- 2016
  - 1re étape du Tour de Walla Walla

### Classements mondiaux
| Année            | 2010 | 2011 | 2012 | 2013 | 2014 | 2015 | 2016 |
| ---------------- | ---- | ---- | ---- | ---- | ---- | ---- | ---- |
| UCI America Tour | 103e |      |      |      |      |      | 421e |